# 米蒂利尼
米蒂利尼（希臘語：Μυτιλήνη），或译密提林，《圣经和合本》译为米推利尼，是希腊北愛琴大區莱斯沃斯专区的市镇，为所属大区及所属专区的首府。位于莱斯沃斯岛的东部。市镇面积为566.7平方公里，2021年人口数量为58,285人。
米蒂利尼的港口有著渡輪前往利姆諾斯島、希俄斯岛和土耳其的艾瓦勒克。

## 歷史
公元前428年，米蒂利尼曾起兵反抗雅典，但後來被雅典的遠征軍所征服。雅典民眾曾集會投票要屠殺米蒂利尼市內所有的男人，並把婦孺販賣為奴隸，可是翌日他們就轉意取消了屠殺。
亞里士多德曾與他的繼承者泰奧弗拉斯托斯和朋友在米蒂利尼居住過兩年（公元前337－335年）。
公元56年，使徒保羅曾在他第三次宣教旅程回航時停泊在當地。
中世紀早期，米蒂利尼是拜占庭帝國的一部分。1085年，城市曾被塞爾柱人佔領。1453年起，城市改由奧斯曼帝國統治，直至1912年獨立並回歸希臘。

## 行政
米蒂利尼市镇下分为六个市区。这六个市区（包括名为米蒂利尼的市区）在2011年之前为独立的市镇。2011年地方政府改革后这六个前市镇成为莱斯沃斯市镇（同名专区及同名岛屿的唯一市镇）的一部分。2019年之后莱斯沃斯市镇分成米蒂利尼市镇和西莱斯沃斯市镇。米蒂利尼市区的面积为107.46平方公里。

## 人口
| 年份 | 同名城镇人口 | 同名市镇人口 |
| ---- | ------------ | ------------ |
| 1981 | 24,991       | –            |
| 1991 | 23,971       | 33,157       |
| 2001 | 27,247       | 36,196       |
| 2011 | 29,656       | 37,890       |
| 2021 | 32,730       | 58.285       |

## 教育
- 爱琴大学

## 名人
- 庇塔庫斯（約前640年–前568年），古希臘七賢之一。
- 莎孚（公元前7世紀）
- 泰奧弗拉斯托斯（约前371年－约前287年）
- 傑馬爾帕夏

## 友好城市
- 賽普勒斯帕福斯